# Pavant
Pavant – miejscowość i gmina we Francji, w regionie Hauts-de-France, w departamencie Aisne.
Według danych na styczeń 2014 roku gminę zamieszkiwało 817 osób, a gęstość zaludnienia wynosiła 150,7 osób/km².